# Ángel Pérez Soler
Ángel Pérez Soler (Alcoi, 1900 - València, 1976) va ser un futbolista, entrenador i president de futbol. És el pare del també futbolista José Luis Pérez-Payá Soler.
La trajectòria d'Ángel Pérez va estar lligada al CE Alcoià, club en el qual hi va jugar, entrenar i presidir. Hi va aplegar a la fundació de l'equip, l'any 1928, després d'haver format part d'altres conjunts locals, l'Alcodiam i el Racing. Hi va disputar alguns dels primers partits del nou club alcoià, davant equips com l'Hèrcules CF o l'Eldense.
El 1930 pren les regnes de la banqueta del conjunt d'El Collao, tot sent el segon entrenador de la història de l'equip, després de Florentino Moya. Ángel Pérez hi va dirigir el conjunt alcoià durant sis temporades, fins a l'esclat de la Guerra Civil espanyola.
Després de la guerra, continua vinculat al CE Alcoià, i el 1942 esdevé el nou president de l'entitat, càrrec que ostenta fins a 1948. Durant el seu mandat, l'Alcoià viu una època daurada, amb l'ascens a Primera Divisió el 1945 i de nou el 1947.